# Hadsten Højskole
Hadsten Højskole er en dansk almen, grundtvigsk folkehøjskole, der er beliggende i centrum af den østjyske stationsby Hadsten, der ligger mellem Aarhus og Randers. Højskolen blev grundlagt i 1876, men opnåede først status som folkehøjskole i 1883. Den jydske Haandværkerskole udspringer fra højskolen, ligesom Hadsten Husholdningsskole blev grundlagt af en tidligere lærer på højskolen.
Højskolen har plads til 110 elever. Højskolen er kendt[kilde mangler] for sit brede udbud af fag, hvor eleverne selv sammensætter deres skema. Højskolen har fag indenfor politik, idræt, kunst, journalistik, musik, psykologi, outdoor, filosofi og mere endnu. Der tilbydes i alt mere end 70 fag.
Skolen har i mange år dertil været kendt for sine studieforberedende kurser, der især retter sig imod journalistik- og politiuddannelserne.
Højskolens elevforening tildeler årligt Hadsten Højskole Prisen, som går til en person, der har været med til at skabe en samfundsdebat i den forgangne år. Prisen har været uddelt siden 2003.

## Historie
Efter den daværende Galten-Vissing Kommune i 1880 grundlagde Hadsten Stationsbys første kommuneskole, mistede den private friskole, der blev oprettet af Hadsten Håndværkerforening i 1876, sit oprindelige virke. Efter kommunens oprettelse af en folkeskole, købte R.A. Lauritsen friskolen fri af håndværkerforeningen, og omdannede den til en fortsættelsesskole. Skolen opnåede derefter status som folkehøjskole i 1883, og dermed modtog den statstilskud fra dette år.
Skolen fortsatte dog et par år, hvor den reelt ikke virkede som højskole. Det blev først i 1891, hvor Jes Fester Buhl købte skolen om omdøbte den til Hadsten Ungdomsskole, at skolen begyndte sit virke som folkehøjskole. Højskolen overtages i 1897 af H.C. Nielsen-Svinning, der i 1898 opretter en håndværkerafdeling. Højskolen drives videre under forskellige ejere frem til 1928, hvor håndværkerafdelingen udskilles til Den jydske Haandværkerskole, der i dag er uafhængig af højskolen.
Højskolen blev grundlagt på loftetagen klods op ad stationen, indtil den i 1897 flyttede til den nuværende placering i nyopførte bygninger. Disse bygninger er i dag nedrevet til fordel for det nuværende bygningskompleks, der blev opført i 1985.

## Hadsten Højskole Prisen
Uddybende artikel: Hadsten Højskole Prisen.
Siden 2003 har Elevforeningen ved Hadsten Højskole uddelt Hadsten Højskole Prisen, som en hædersbevisning for, at en person har bidraget til den offentlige debat den forgangne år. Prisen har blandt andet været uddelt til Nils Malmros, Mads Steffensen og Hanne-Vibeke Holst.

## Fag
Følgende er fag som listes på højskolens hjemmeside.
| - Almen Viden & Aktuel Debat - Speakers Corner - Politik, Sociologi & Medier - Politisk Strategi & Spin - Kriminalpolitik - Jura - Amerikanske Studier - Politisk filosofi - Grundidræt - Run & Fitness - Klatring - Idræt & Teambuilding - Vild med dans - Boldspil - Volleyball | - Strikkeri - Yoga - Fodbold - Friluftsliv - Mountainbike - Anatomi & Fysiologi - Krop & Kost - Sundhed & Livsstil - Psykiske Sygdomme - Massage & Velvære - Friluftsliv & teambuilding - Psykologi - Hjernens mysterier - Maleri - Genbrugsdesign - Tegning | - Keramik & Raku - Accessories & Design - Musiktime - Kor - Guitar for begyndere - Rocksammenspil - Ukulele - Soloundervisning - Prøveforberedende Journalistik - Fotojournalistik - Retorik - Konflikthåndtering - Analog fotografi - Filosofi - Skriveværkstedet |

## Ekstern henvisning
Hadsten Højskoles hjemmeside